# La Colombina
La Colombina is een vocaal ensemble gespecialiseerd in muziek uit de Renaissance en de vroege barok. Het werd opgericht in 1990 door vier zangers die ook een eigen solistencarrière uitbouwden: María Cristina Kiehr (sopraan), Claudio Cavina (alt), Josep Benet (tenor) en Josep Cabré (bariton). Sedert 2003 bestaat het uit Raquel Andueza (sopraan), José Hernández Pastor (altus), Josep Benet (tenor) en Josep Cabré (bariton). Het repertoire bestaat voornamelijk uit muziek van Spaanse componisten, met occasioneel ook aandacht voor Franse of Italiaanse muziek.
De naam van de groep is afgeleid van het handschrift Cancionero de la Colombina dat wordt bewaard in de kathedraal van Sevilla in de Biblioteca de la Colombina.

## Discografie
- 1993 - Jeudi Saint dans les Espagnes. (Passio Iberica) Accent 9394
- 1994 - La Justa. Madrigalen en Ensaladas uit de zestiende eeuw. Accent 94103.
- 1995 - Canciones, Romances, Sonetos. From Juan del Encina to Lope de Vega. Accent 95111.
- 1996 - In natali Domini. Christmas in Spain and the Americas in the 16th Century. Accent 96114.
- 1997 - Tomás Luis de Victoria, Joan Pau Pujol: Feria VI in Passione Domini. Accent 97124.
- 1999 - Cancionero de la Sablonara. Music in the Spain of Philip IV. Accent 99137
- 2005 - Tomás Luis de Victoria: Officium Hebdomadae Sanctae. La Colombina en Schola Antiqva. Glossa GCD 922002 (3 cds)
- 2007 - Francisco Guerrero: Motetes, Canciones y Villanescas. K 617
- 2008 - Tomás Luis de Victoria: Ad Vesperas. Le manuscrit inédit de Roma. K 617 K617209
- 2009 - Las Ensaladas. Praga 1581. K 617 K617216